# Kevin Lavallée (Eishockeyspieler, 1985)
Kevin Lavallée (* 14. Mai 1985 in Moose Jaw, Saskatchewan) ist ein deutsch-kanadischer Eishockeyspieler, der seit 2022 für Lippe-Hockey-Hamm in der Eishockey-Oberliga spielt.

## Karriere
Kevin Lavallée begann seine Karriere in der Saskatchewan Junior Hockey League bei den Nipawin Hawks. Nach einer Saison bei der University of Manitoba entschloss er sich zu seinem ersten Europa-Engagement bei den Groningen Grizzlies in der niederländischen Eishockeyliga. Von dort aus wurde er von Trainer Fred Carroll zu den Roten Teufeln Bad Nauheim geholt. Mit 30 Punkten aus 18 Spielen entwickelte er sich gleich zu einem Topscorer und Publikumsliebling. Hier lernte er auch seine Frau Jana kennen, die er im Dezember 2009 heiratete. Nach seinen überragenden Leistungen in der Saison 2008/09, in der er 74 Punkte in 51 Spielen der Hauptrunde erzielte, und dem verpassten Aufstieg der Bad Nauheimer in die 2. Bundesliga, entschloss er sich zu einem Wechsel zum EV Füssen. Nachdem er auch dort mit hervorragenden Leistungen und 60 Punkten aus 37 Spielen auf sich aufmerksam machen konnte, nahm er in der kommenden Saison ein Angebot aus der 2. Bundesliga an und wechselte zu den Freiburger Wölfen. Als der Verein kurz darauf Insolvenz anmeldete, kehrte er in die Oberliga, zum EHC Dortmund, zurück. In der Saison 2010/11 spielte er wieder bei den Roten Teufeln Bad Nauheim. Nachdem auch diese vorerst ihr Ziel Aufstieg in die 2. Bundesliga aufgeben mussten, erhielt Lavallée dank seiner hervorragenden Scorerqualitäten bei den Lausitzer Füchsen in Weißwasser einen Vertrag für die 2. Bundesliga-Saison 2012/13. Im Sommer 2012 nahm er die deutsche Staatsbürgerschaft an.
Nach dem Aufstieg der Roten Teufel in die DEL2 wechselte Kevin Lavallée zur Saison 2013/14 zurück nach Bad Nauheim, nahm eine Spielzeit später aber erneut ein Angebot der Lausitzer Füchse an.
Nach drei Jahren bei den Heilbronner Falken beendete er 2019 seine Profikarriere. Anschließend unterschrieb er einen Zweijahresvertrag bei der EG Diez-Limburg aus der Regionalliga, um neben dem Hauptberuf weiter auf Amateurlevel Eishockey zu spielen. Zur Saison 2021/22 wurde die EG in die Oberliga aufgenommen. Im Januar 2022 verließ der Deutsch-Kanadier den Klub und wechselte in die DEL2 zu den Eispiraten Crimmitschau.
Lavallée wohnt in Rödgen, einem Ortsteil von Bad Nauheim.

## Karrierestatistik
(Legende zur Spielerstatistik: Sp oder GP = absolvierte Spiele; T oder G = erzielte Tore; V oder A = erzielte Assists; Pkt oder Pts = erzielte Scorerpunkte; SM oder PIM = erhaltene Strafminuten; +/− = Plus/Minus-Bilanz; PP = erzielte Überzahltore; SH = erzielte Unterzahltore; GW = erzielte Siegtore; 1 Play-downs/Relegation; Kursiv: Statistik nicht vollständig)